# Karancs (település)
Karancs (horvátul: Karanac) falu Horvátországban, Eszék-Baranya megyében. Közigazgatásilag Hercegszöllőshöz tartozik.

## Fekvése
Eszéktől légvonalban 21, közúton 29 km-re északra, községközpontjától 3 km-re nyugatra, Baranyában, a Drávaszög középső részén, a Báni-hegység déli lábánál, Pélmonostor és Hercegszöllős között fekszik. Karancs 926 lakosával a második legnagyobb települése a községnek. Nyolc utcája van: Kolodvorska (Vasútállomási), Petőfi Sándor, Nikola Tesla, Ivo Lola Ribar, Baranjska (Baranyai), Tin Ujević, Radnička (Munkás) és Sunčana (Napos) utca. A faluhoz tartozik még a Karancsi-puszta és a Karancsi téglagyár.

## Története
Karancs határa már az ókorban is lakott hely volt. A „Donje polje – Prosina” lelőhely leletei a szántóföldi művelés következtében nagyrészt megsemmisültek. A megmaradt leletek alapján római villa rustica és a mellette fekvő temető maradványaira következtettek. A közelében római út maradványait is megtalálták.
A települést 1357-ben említik először „Karanch” alakban abban az oklevélben, melyben a pécsi káptalan I. Lajos királynak jelenti, hogy Herczeg Péter fiát Pétert „baranyavármegyei” Szölős nevű birtokba „a határ megjárása után minden ellenmondás nélkül” beiktatta. Zsigmond király 1390-ben, 1426-ban és 1428-ban három adománylevelet is kiadott a településről hívei számára. Valamennyi oklevélben „Karanch” alakban írják a település nevét. Mátyás királytól két adománylevél származik a falura 1468-ból és 1474-ből. Az 1468-as oklevélben már „opidum Karancz”  alakban mezővárosként említik. 1474-ben Baranyavár tartozéka volt. A Kórógyi, a monoszlói Csupor és a dengelegi Pongrácz család birtoka volt.
A török 1526-ban szállta meg. A török uralom idejében három falu volt a mai Karancs területén: Árki, Karancs és Rév. Árki a mai Karancstól északnyugatra egy völgyben feküdt, ahol ma szőlőültetvények vannak, Rév pedig a falu Keskend felé eső határában volt. Az 1591-es török adókönyv szerint Árki 10 adózóval, Karancs 82 adózóval rendelkezett, Rév pedig lakatlan település volt. Az adókönyv nevei alapján a két népességgel rendelkező falut magyarok lakták. A térség 1687-ben szabadult fel a török uralom alól. A felszabadítás után Karancs a dárdai uradalom része lett. 
III. Károly király Dárdát minden tartozékával együtt az itáliai származású Veterani Frigyes császári tábornagynak adományozta. Miután Veterani Frigyes 1695-ben elesett a lugosi csatában, özvegye és fia Veterani Gyula kérték beiktatásukat a dárdai uradalomba, amelyet a pécsi káptalan végre is hajtott. 1749-ben a dárdai birtokot az egyik leghatalmasabb magyar nemesi család leszármazottja, gróf Esterházy Károly vásárolta meg, akitől fia Esterházy Kázmér örökölte. Ő 1779-ben kápolnát építtetett a településen, melyet 1830-ban templommá bővítettek. A következő birtokos János Kázmér gróf 1842-ben kénytelen volt eladni az uradalmat a német Georg Wilhelm von Schaumburg Lippe hercegnek. Fia, Adolf herceg 1916-ban a dárdai uradalmat eladta a Magyar Mezőgazdasági Banknak. A bank fenntartotta az uradalom korábbi igazgatását, de nem sokkal később, 1917. augusztus 22-én megvált tőle a „Magyarbólyi farm” javára.
A környező többi faluhoz hasonlóan Karancs területeinek nagy része szőlő és erdő volt. A gazdák kiváló borokat termeltek. A királyi posta útvonala is áthaladt a településen. A faluban több kisiparos (cipészek, szabók, kádárok, esztergályos) és egy kereskedő is működött. Gazdag legelőin jelentős állatállományt tartottak, ezeket vásárokon adták el. A település az első világháború után az új szerb-horvát-szlovén állam, majd később (1929-ben) Jugoszlávia része lett. 1941 és 1944 között ismét Magyarországhoz tartozott, majd a háború után ismét Jugoszlávia része lett. 1991-ben lakosságának 38%-a szerb, 29%-a horvát, 20%-a magyar, 7%-a jugoszláv, 2%-a német nemzetiségű volt. A településnek 2011-ben 926 lakosa volt.

## Népessége
| Lakosság változása | Lakosság változása | Lakosság változása | Lakosság változása | Lakosság változása | Lakosság változása | Lakosság változása | Lakosság változása | Lakosság változása | Lakosság változása | Lakosság változása | Lakosság változása | Lakosság változása | Lakosság változása | Lakosság változása | Lakosság változása |
| ------------------ | ------------------ | ------------------ | ------------------ | ------------------ | ------------------ | ------------------ | ------------------ | ------------------ | ------------------ | ------------------ | ------------------ | ------------------ | ------------------ | ------------------ | ------------------ |
| 1857               | 1869               | 1880               | 1890               | 1900               | 1910               | 1921               | 1931               | 1948               | 1953               | 1961               | 1971               | 1981               | 1991               | 2001               | 2011               |
| 1.037              | 1.525              | 1.474              | 1.679              | 1.680              | 1.665              | 1.674              | 1.886              | 1.469              | 1.569              | 1.773              | 1.670              | 1.491              | 1.466              | 1.065              | 926                |

(1869-től településrészként, 1991-től önálló településként. 1921-ben és 1931-ben lakosságát Hercegszöllőshöz számították.)

## Gazdaság
A településen hagyományosan a mezőgazdaság, az állattartás és a szőlőtermesztés képezi a megélhetés alapját. Itt működik a Belje Rt. szőlészeti részlegének gépállomása, valamint központi kooperációs osztálya és a faluban van a borospincék egy része is. A falu számára mára meghatározó gazdasági ágazattá vált a falusi turizmus. Ennek révén Karancs mint „etno-falu”  vált messze földön ismertté sok hazai és külföldi vendéggel. 

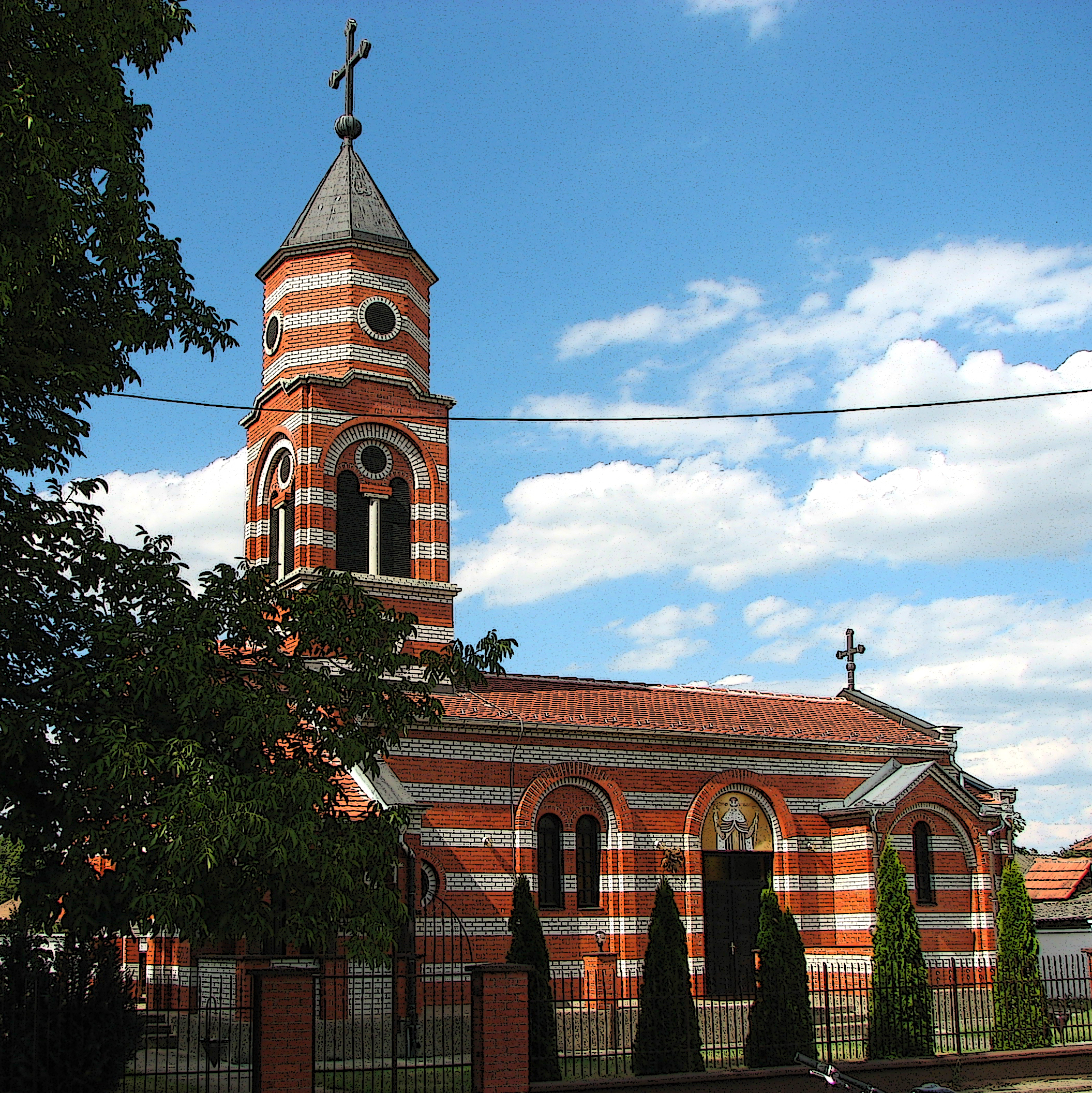
A pravoszláv templom

## Nevezetességei
- Szent Donát püspök és vértanú tiszteletére szentelt római katolikus templomát 1830-ban építették a korábbi kápolna bővítésével Esterházy Kázmér költségén. 1878-ban a templomot megújították. Egyhajós épület félköríves apszissal és a főhomlokzatból rizalitosan kiemelkedő harangtoronnyal. A templombelső csehsüvegboltozatos. A templomnak két oltára van: a főoltárt Szent Donátnak, a mellékoltárt Szűz Máriának szentelték. A 10 regiszteres, egymanuálos, pedálos orgonát 1924-ben Angster József pécsi műhelyében építették. 1991-ben a szerbek súlyosan megrongálták, majd a háború után 1997-ben felújították.

- A református templom 1808-ban épült a korábbi templom[8] helyén. 1869-ben a toronyba villám csapott, mely súlyos károkat okozott benne. Azóta a torony csúcsán csillag helyett villámhárító látható. Orgonáját Moser Lajos orgonaépítő mester készítette 1862-ben. Az első világháborúban számos sípja megsemmisült. 2006-ban teljesen felújították. A templomot 1983-ban, 1998-ban és 2004-ben javították.

- A Szent Stefan Štiljanovićnak szentelt szerb pravoszláv templomot 1988-ban kezdték építeni, de a háború miatt véglegesen csak 2002-re épült meg. Új ikonosztázát 2009. július 25-én szentelték fel. 1991 óta Karancsnak önálló parókiája van, azelőtt Hercegszöllőshöz tartozott.

## Neves karancsiak
- Weininger Andor festő

## Oktatás
A településen a Hercegszöllősi Általános Iskola területi iskolája működik és a Nyuszi óvodának is van helyi csoportja.

## Sport
- Az NK Polet Karanac labdarúgóklubot 1929-ben alapították, de a Polet nevet csak 1959 óta viseli. A csapat ma a megyei 2. ligában szerepel.

## Egyesületek
- A Karancsi önkéntes tűzoltó egyesületet 1892-ben alapították. Az egyesületnek ma már 93 tagja van.
- ZANTO (Zamijenite nam tugu osmijehom) „Váltsátok fel a bánatot mosollyal” Ifjúsági Egyesület 2001-ben alakult.